# Calamus helferianus
Calamus helferianus là loài thực vật có hoa thuộc họ Arecaceae.